# Спис, Бен (мотогонщик)
Бен Спис (англ. Ben Spies; род. 11 июля 1982, Мемфис, Теннеси, США) — американский мотогонщик, также известный как «Elbowz» из-за его стиля езды, когда его локти высовываются наружу. Он выиграл чемпионат AMA Superbike выступая за команду Yoshimura Suzuki в 2006, а также в 2007 и 2008.

## Карьера
Начал свою профессиональную карьеру в 2000 году. В 2002—2003 участвовал в американской AMA Formula Xtreme, в которой в 2003 году достиг звания чемпиона. В 2002—2006 он участвовал в американском чемпионате Supersport, в котором успешно выступал в 2004—2005 годах, дважды занимал 4 место по итогам чемпионата. В 2005 году занял 2 место в чемпионате AMA Superbike. Через год в 2006 году доминировал в AMA Superbike и успешно завоевал титул чемпиона в течение двух последовательных сезонов 2006 - 2007 годов. Кроме того, в 2007 году он заполучил титул чемпиона в американском чемпионате Superstock.

### MotoGP
Первое участие Списа в MotoGP впервые произошло 22 июня 2008 года, в Великобритании, заменив травмированного итальянского гонщика Лориса Капиросси. В гонке занял 14 место. В течение трех гонок получил 20 очков, что дало ему занять 19 место в итоговой классификации.

## Статистика
| Легенда к таблице |                                                 |
| --- | ----------------------------------------------- |
| В таблице перечислены результаты всех Гран-при чемпионата мира, во всех классах, в которых принимал участие гонщик. Строками таблицы являются сезоны, столбцами все гонки Гран-при чемпионата мира, производитель мотоциклов и команда. В клетках указаны сокращённое название Гран-при и результат, клетка дополнительно обозначена цветом. Расшифровка обозначений и цветов представлена в нижеследующей таблице. |                                                 |
| \| Пример \| Описание \| \| ------------ \| ----------------------------------------------- \| \| 1 \| Победитель \| \| 2 \| Второе место \| \| 3 \| Третье место \| \| \| Финишировал в очковой зоне \| \| \| Финишировал вне очковой зоны \| \| НКЛ \| Не классифицирован \| \| Сход \| Не финишировал \| \| НКВ \| Не прошёл квалификацию \| \| НПКВ \| Не прошёл предварительную квалификацию \| \| ДСК \| Дисквалифицирован \| \| ИСК \| Исключён из протокола соревнований \| \| НС \| Не стартовал в гонке \| \| Т \| Травмирован или болен \| \| ОТК \| Отказ от участия \| \| НТР \| Прибыл на соревнования, но на трассу не выезжал \| \| НПР \| Не прибыл к началу соревнований \| \| НД \| Недопущен до старта \| \| О \| Гонка отменена \| \| \| Не участвовал \| \| Поул-позиция \| \| \| Быстрый круг \| \| |                                                 |
| Пример | Описание                                        |
| 1 | Победитель                                      |
| 2 | Второе место                                    |
| 3 | Третье место                                    |
| | Финишировал в очковой зоне                      |
| | Финишировал вне очковой зоны                    |
| НКЛ | Не классифицирован                              |
| Сход | Не финишировал                                  |
| НКВ | Не прошёл квалификацию                          |
| НПКВ | Не прошёл предварительную квалификацию          |
| ДСК | Дисквалифицирован                               |
| ИСК | Исключён из протокола соревнований              |
| НС | Не стартовал в гонке                            |
| Т | Травмирован или болен                           |
| ОТК | Отказ от участия                                |
| НТР | Прибыл на соревнования, но на трассу не выезжал |
| НПР | Не прибыл к началу соревнований                 |
| НД | Недопущен до старта                             |
| О | Гонка отменена                                  |
| | Не участвовал                                   |
| Поул-позиция |                                                 |
| Быстрый круг |                                                 |

| Год  | Класс  | Марка  | 1      | 2       | 3       | 4      | 5       | 6       | 7     | 8      | 9      | 10      | 11      | 12      | 13    | 14    | 15      | 16      | 17      | 18    | Финальное место | Очки |
| ---- | ------ | ------ | ------ | ------- | ------- | ------ | ------- | ------- | ----- | ------ | ------ | ------- | ------- | ------- | ----- | ----- | ------- | ------- | ------- | ----- | --------------- | ---- |
| 2008 | MotoGP | Suzuki | QAT    | ESP     | POR     | CHN    | FRA     | ITA     | CAT   | GBR 14 | NED    | GER     | USA 8   | CZE     | RSM   | IND 6 | JPN     | AUS     | MAL     | VAL   | 19-е            | 20   |
| 2009 | MotoGP | Yamaha | QAT    | JPN     | SPA     | FRA    | ITA     | CAT     | NED   | USA    | GER    | GBR     | CZE     | IND     | RSM   | POR   | AUS     | MAL     | VAL 7   |       | 20-е            | 9    |
| 2010 | MotoGP | Yamaha | QAT 5  | SPA Ret | FRA Ret | ITA 7  | GBR 3   | NED 4   | CAT 6 | GER 8  | USA 6  | CZE 4   | IND 2   | RSM 6   | ARA 5 | JPN 8 | MAL 4   | AUS 5   | POR DNS | VAL 4 | 6-е             | 176  |
| 2011 | MotoGP | Yamaha | QAT 6  | SPA Ret | POR Ret | FRA 6  | CAT 3   | GBR Ret | NED 1 | ITA 4  | GER 5  | USA 4   | CZE 5   | IND 3   | RSM 6 | ARA 5 | JPN 6   | AUS DNS | MAL C   | VAL 2 | 5th             | 176  |
| 2012 | MotoGP | Yamaha | QAT 11 | SPA 11  | POR 8   | FRA 16 | CAT 10  | GBR 5   | NED 4 | GER 4  | ITA 11 | USA Ret | IND Ret | CZE Ret | RSM 5 | ARA 5 | JPN Ret | MAL Ret | AUS     | VAL   | 10-е            | 88   |
| 2013 | MotoGP | Ducati | QAT 10 | AME 13  | SPA     | FRA    | ITA DNS | CAT     | NED   | GER    | USA    | IND DNS | CZE     | GBR     | PCM   | ARA   | MAL     | AUS     | JPN     | VAL   | 21-е            | 9    |